# 1937 en chimie
Cet article présente les faits marquants de l'année 1937 en chimie.

## Évènements
- Carlo Perrier et Emilio Segrè réalisent la première synthèse confirmée de technétium-97, le premier élément artificiel produit, complétant ainsi une case manquante du tableau périodique.
- Eugène Houdry développe une méthode pour le craquage catalyique du pétrole, ce qui aboutit au développement de la première raffinerie de pétrole.
- Pyotr Kapitsa, John Allen et Don Misener obtiennent de l'hélium à l'état superfluide (de viscosité nulle). Les propriétés macroscopiques de cette phase de l'hélium peuvent être expliquées par la mécanique quantique.
- Dorothy Crowfoot Hodgkin détermine la structure tridimensionnelle du cholestérol grâce à la cristallographie aux rayons X.
- Du Scandium métallique est produit pour la première fois par électrolyse d'un mélange de potassium, de lithium, et d'oxyde de scandium.
- Les physiciens italiens Carlo Perrier et Emilio Segrè isolent l'isotope 97 du technétium, le premier élément à être produit artificiellement.
- Les physiciens Hans von Halban et Otto Frisch découvrent, avec Niels Bohr à Copenhague, que l'eau lourde est un excellent ralentisseur de neutrons.
- Arne Tiselius fabrique le premier appareil sophistiqué d'électrophorèse. Il obtient le prix Nobel de chimie en 1948 pour son travail sur l'électrophorèse.
- 16 février : la firme Dupont de Nemours dépose le brevet du Nylon inventé en 1935 par Wallace Hume Carothers.
- 10 juin : les biochimistes britanniques Hans Adolf Krebs et W. A. Johnson envoient à la revue Nature un article exposant leur découverte du Cycle de Krebs ; il est rejeté et envoyé à la revue Enzymologia fin juin qui le publie deux mois plus tard,.
- 13 novembre : le chimiste allemand Otto Bayer dépose un brevet pour le polyuréthane.

## Prix
- Prix Nobel de chimie :
  - Walter Norman Haworth pour ses recherches sur les hydrates de carbone et la vitamine C[13],[14].
  - Paul Karrer pour ses recherches sur les caroténoïdes, les flavines et les vitamines A et B2[13],[14].
- Médaille Garvan-Olin : Emma Perry Carr[15]
- ACS Award in Pure Chemistry : E. Bright Wilson[16]
- Médaille Davy : Hans Fischer en reconnaissance de ses travaux sur la chimie des porphyrines, en particulier la détermination de leur structure détaillée par dégradation et ses synthèses de porphyrines d'importance biologique[17],[18].
- Médaille William-H.-Nichols : Frank C. Whitmore[19]

## Naissances
- 20 février : Robert Huber, chimiste allemand, prix Nobel de chimie en 1988.
- 23 mars[20] : Ibrahim Abouleish (mort en 2017), médecin et chimiste égyptien.
- 31 mars : Claude Allègre (mort en 2025), géochimiste et homme politique français.
- 18 juillet : Roald Hoffmann, chimiste américain.
- 31 décembre : Avram Hershko, biochimiste israélien, prix Nobel de chimie en 2004.
- Robert Nalbandyan (en) (mort en 2002), chimiste arménien.

## Décès
- 8 janvier : Richard Anschütz (né en 1852), chimiste allemand.
- 15 janvier : Pietro Biginelli (né en 1860), chimiste italien.
- 11 mars : Amé Pictet (né en 1857), chimiste suisse.
- 29 avril : Wallace Hume Carothers (né en 1896), chimiste américain.
- 9 juillet : Heinrich Jacob Goldschmidt (né en 1857), chimiste autrichien.
- 13 juillet : Henry Edward Armstrong (né en 1848), chimiste anglais.
- 13 août[21] : Marcel Mérieux (né en 1870), biochimiste français.
- 26 septembre : Jean-Baptiste Senderens (né en 1856), chimiste et prêtre français.
- 19 octobre[22] : Ernest Rutherford (né en 1871), physicien et chimiste britannique prix Nobel de chimie en 1908[13],[23].
- 27 décembre : Alexandre Réformatski (né en 1864), chimiste russe puis soviétique.